# Pavel Ludvík Kučera
Pavel Ludvík Kučera (30. září 1872 vodní mlýn Štampach – 17. dubna 1928 Praha-Královské Vinohrady) byl český lékař, bakteriolog, vysokoškolský pedagog a odborný spisovatel. Působil jako děkan lékařské fakulty Masarykovy univerzity a v letech 1920 až 1921 také jako druhý rektor univerzity. Rovněž působil jako první ředitel Státního zdravotnického ústavu.

## Životopis
Narodil se v mlynářské rodině ve vodním mlýně Štampach nedaleko Mělníka ve středních Čechách. Jeho bratr Karel se později stal vysokým úředníkem Rakousko-uherské banky. Studoval na českém gymnáziu v Českých Budějovicích a posléze pak na lékařské fakultě v Praze, kde promoval roku 1897. Jeho pedagogem byl mj. prof. Jaroslav Hlava. 
S prof. Obrzutem odešel, ještě jako medik, na univerzitu do haličského Lvova, kde vykonával pozici asistenta patologické anatomie a bakteriologie. V dalších letech pak dosáhl habilitací v oborech patologické anatomie, bakteriologie a hygieny. Roku 1912 zvolen za děkana lékařské fakulty univerzity v Brně. Vykonal vědecké cesty do Francie a Německa.
Po vzniku Československa a přejmenování brněnské univerzity zastával v letech 1920 až 1921 pozici rektora Masarykovy univerzity. Roku 1921 působil jako konzultant při onemocnění prezidenta republiky T. G. Masaryka. Od roku 1924 potom působil jako vůbec první ředitel Státního zdravotního ústavu.
Bylo mu uděleno čestné občanství města Lvova.
Zemřel 17. dubna 1928 v Praze ve věku 55 let následkem tuberkulózy plic.

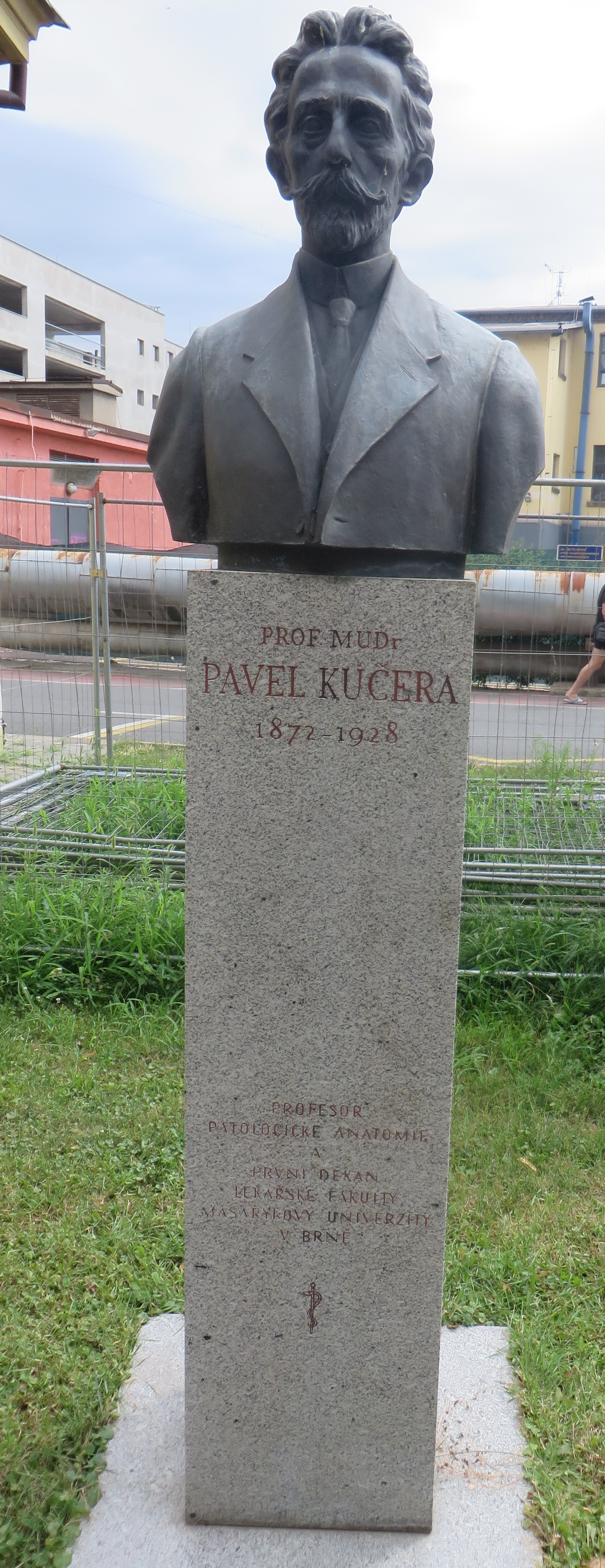
Busta Pavla Kučery ve Fakultní nemocnici u sv. Anny v Brně

Ve venkovním areálu Fakultní nemocnice u sv. Anny v Brně byla vztyčena jeho busta. 